# Zborovský pomník
Zborovský pomník od Otto Birmy v Českých Budějovicích se sochou vojáka na stráži z dioritu připomíná Bitvu u Zborova během 1. světové války. Odhalen byl 10. července 1927, po uschování v období Protektorátu byl znovu odhalen v červenci roku 1945 a znovu po rekonstrukci 2. července 2013. Nachází se na levém břehu Malše, v parčíku mezi Mostem Kosmonautů a Krumlovským mostem.

## Historie
V lednu 1921 přibyl do Českých Budějovic pěší pluk 1 Mistra Jana Husi, dříve 1. československý střelecký pluk Mistra Jana Husi. Jeho příslušníci se zapojovali do kulturního a veřejného života města. Již roku 1921 zahájil pluk každoroční tradici Zborovských oslav, pořádaných vždy na přelomu června a července k výročí bitvy, a zároveň vznikla myšlenka trvale uctít památku příslušníků pluku padlých u Zborova. Památník měl být odhalen u příležitosti 10. výročí bitvy.
Zpracování sochařské části bylo zadáno kapitánu Otto Birmovi, který měl k tomuto úkolu předpoklady, jednak jako žák předních českých sochařů Josefa Václava Myslbeka a Jana Štursy, jednak jako bývalý příslušník zahraničních legií a důstojník 1. pěšího pluku. Architektonickou část potom navrhoval českobudějovický architekt Karel Chochola.
Zajímavostí je, jak se tehdejší radní vyjádřili ke stavební žádosti: „Pokud budova používána bude vojskem, může být městské obci lhostejno, zda pomník na nádvoří kasáren stojí, a pro případ eventuálního vyklizení kasáren může vždy pomník odstranit, neodstraní-li jej vojenská správa sama.“ Je to asi jediný případ v historii Českých Budějovic, kdy bylo o likvidaci pomníku uvažováno ještě před jeho vlastním odhalením.
Slavnostní odhalení pomníku se původně plánovalo na 2. července 1927, deset let po bitvě u Zborova. Nakonec bylo rozhodnuto jinak, tento den vyslal pluk svou čestnou rotu se starým plukovním praporem do míst bojů ke Zborovu, a tak bylo slavnostní odhalení o několik dní posunuto.
K odhalení došlo až v neděli 10. července 1927 během oslav desátého výročí bitvy u Zborova. Mezi významnými účastníky byli i tehdejší ministr obrany František Udržal a ministr zahraničí Dr. Edvard Beneš.
V březnu roku 1939 se rozhodli příslušníci 1. pěšího pluku Zborovský pomník odstranit z nádvoří Žižkových kasáren, tak aby ho uchránili před nastupující německou nadvládou v Československu. Pomník byl opatrně rozebrán, důkladně zdokumentován a popsán. Jednotlivé díly pak byly uloženy do sklepa domu kamenického mistra a vlastence Václava Háry v Dvořákově ulici. Díky tomu přečkal pomník fašistickou okupaci.

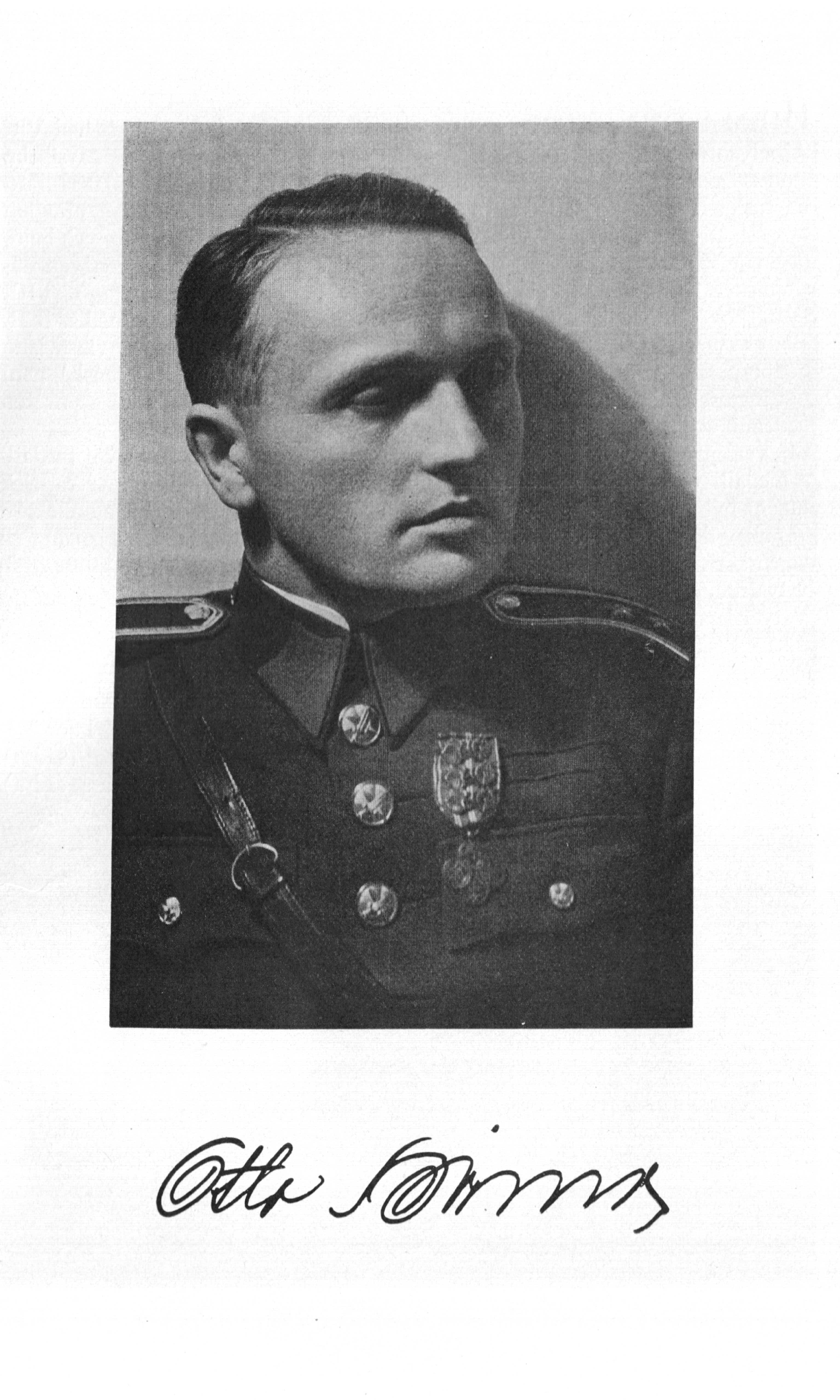
Otto Birma

Po osvobození se pomník dočkal svého vyzvednutí a znovuodhalení na původním místě v Žižkových kasárnách hned roku 1945. Následující léta u něj znovu probíhaly Zborovské slavnosti a přísahy nových vojáků.
Po událostech v roce 1968 byl pomník v tichosti zbourán bez jakékoli dokumentace. Materiál z podstavce byl použit do základů nové budovy. Jednotlivé fragmenty sochy se povalovaly ve vojenských objektech na Hlincové hoře u Rudolfova a ve Čtyřech Dvorech. Během tohoto neodborného a nečestného zacházení utrpěly jednotlivé části sochy četná poškození.
V 90. letech se začalo hovořit o možné reinstalaci monumentu. Za touto snahou stálo několik sdružení, která vyvíjela aktivitu k záchraně pomníku. V kasárnách ve Čtyřech Dvorech bylo nalezeno na smetišti několik kusů monumentu, další pak na Hlincové hoře. Bylo shledáno, že ze sochy se dochovaly všechny části, byť různě poškozené. Dle vyjádření osloveného sochaře bylo možno sochu zachránit. Z podstavce se bohužel zachovalo pouze pár kvádrů. Dle tehdejších odhadů finanční náklady na záchranu sochy by si vyžádaly 100 až 150 tisíc korun, náklady na celou obnovu Zborovského pomníku by si vyžádaly více než 500 tisíc korun. Uvažovalo so o několika možných místech vztyčení tohoto monumentu – na Senovážném náměstí na bývalém místě sousoší plukovníka Josefa Jiřího Švece, na podstavci bývalé sochy V. I. Lenina, na sídlišti Šumava na bývalém místě sochy Klementa Gottwalda nebo v parčíku před výstavištěm. Bohužel veškeré tyto snahy nebyly dotaženy do zdárného konce a pomník zase na několik let upadl v zapomnění.

## Obnova pomníku
Členové Klubu vojenské historie Čeští lvi České Budějovice se dozvěděli o několika částech Zborovského pomníku z článku soukromého historického badatele Pavla Mörtla v květnu 2011. Ten po dlouhých letech hledání objevil fragmenty sochy vojáka ze Zborovského pomníku ve vojenském objektu v Rudolfově u Č. Budějovic. Členům klubu se podařilo ho kontaktovat a zjistit o pomníku více informací. Následně započali s přípravou jeho záchrany. Prvním problémem bylo, že pomník ve své podstatě nikomu nepatřil. Armáda ČR ani Vojenská ubytovací správa, vlastník objektu, ho neměli ve své evidenci. Když se o něj začali více zajímat, přihlásil se Vojenský historický ústav, který chtěl pomník do svých sbírek, a koncem roku 2011 se stal skutečně pomník sbírkovým předmětem VHÚ. Klub vojenské historie přesto začal shánět finanční prostředky na jeho rekonstrukci a vstoupil i v jednání s ústředím Československé obce legionářské. Díky těmto jednáním se podařilo uzavřít dohodu o zápůjčce a následné možnosti renovace sbírkového předmětu VHÚ.
Bohužel v té době byl pomník již převezen do depozitářů VHÚ v muzeu Lešany, což znamenalo další náklady spojené s jeho následným převozem.
Velkou pomoc při shánění finančních prostředků sehrál radní pro kulturu Jihočeského kraje Ing. Štangl a jeho spolupracovnice Ing. Bártová. Dotaci na renovaci se podařilo sehnat od společnosti ČEZ.
Na podzim 2012 se stěhoval pomník z depozitářů VHÚ zpět do jižních Čech, do restaurátorské dílny MgA. Lukáše Hosnédla a MgA. Jana Koreckého. Začala nelehká restaurátorská práce, na základě dotace se vše muselo stihnout do konce roku 2012. Nejvíce času restaurátorům zabralo očištění a následná konzervace jednotlivých fragmentů (z pořízené fotodokumentace je patrné, v jak špatném byly stavu). Restaurátorům se podařilo získat původní materiál, ze kterého byl pomník vytesán – jihočeský diorit, takže jednotlivé chybějící části jsou zhotoveny ze stejného materiálu, jako původní pomník.
Díky nelehké a usilovné práci členů Klubu vojenské historie Čeští lvi České Budějovice se podařilo znovu odhalit zborovský pomník Voják na stráži od sochaře Otto Birmy 2. července 2013 v 10:00 hodin.
V roce 2014 byl klub za obnovu pomníku oceněn: obdržel od ministerstva obrany a Jihočeského kraje plaketu za péči o válečné hroby.